# Delhis tunnelbana

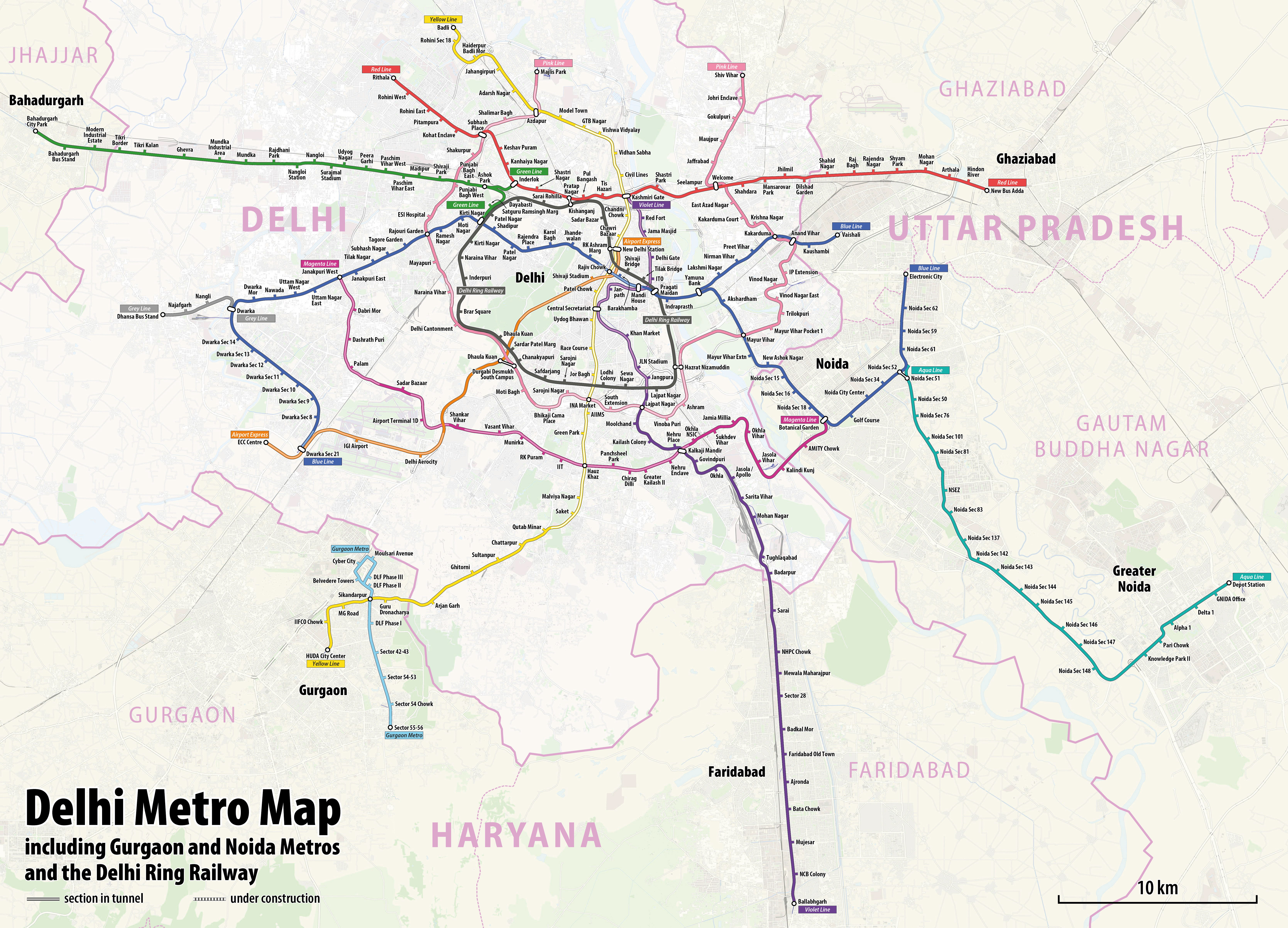
Tunnelbanekartan som den kommer att se ut 2010

Delhis tunnelbana är ett tunnelbanesystem i den indiska miljonstaden Delhi. Sedan linje 3 förlängdes i november 2009 har de tre linjerna sammanlagt 75 tunnelbanestationer och en totallängd på 89 km. Tunnelbanan, som öppnades 24 december 2002, byggs fortfarande ut. Den är det andra egentliga tunnelbanesystemet i Indien, efter Calcuttas tunnelbana.

## Linjerna
- Röda linjen (1): går mellan Dilshad Garden och Rithala
- Gula linjen (2): går mellan Jahangirpuri och Central Secretariat
- Blåa linjen (3): går mellan Noida City Centre och Dwarka Sub City

## Tågen

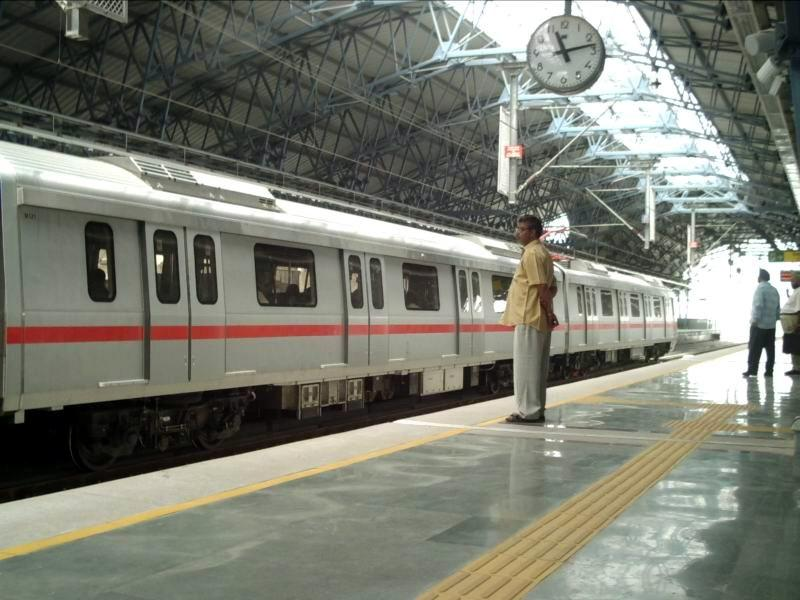
Tåg på en station

Varje tåg kan ta upp till 240 sittande och 300 stående resenärer. Tågen har luftkonditionering, så temperaturen är på 27-29 °C. De flesta stationer har bankautomat, kaffebarer och liknande.